# プロドゥア・ベザ
ベザ（BEZZA）は、マレーシアの自動車会社プロドゥアが製造するフルAセグメントクラスに属する4ドアノッチバックセダンである。

## 概要
2016年7月21日に発表されたプロドゥア初の4ドアノッチバックセダンである。ベザは小型ハッチバック車のアジアを元にトランクを追加したもので、プラットフォームをはじめダッシュボードやフロントドアのアウターパネルなどをアジアと共有している。
坂道発進補助装置、横滑り防止装置、トラクションコントロールシステム、キーレスエントリーシステムなどの電子システムがマレーシアで初めて装備されている。
2010年、クアラルンプール国際モーターショーでコンセプトカーとして発表された。2013年、同じくクアラルンプール国際モーターショーでブディーズ（Buddyz）として登場した。両モデルともトヨタやダイハツにないプロドゥア独自のモデルとして発表された。
2015年に本格的に開発に着手した。このとき既にダイハツに自社開発のセダンが存在していなかったため、初代ミライースを母体とするプラットフォームを用いた既存のアジアを元に開発された。
2019年4月26日、エントリーモデルであるスタンダードGに置き換わる、GXtraが発売された。
2020年1月8日にはフェイスリストし、発売された。前後バンパー形状を変更したほか、ヘッドライトにLEDが採用された。

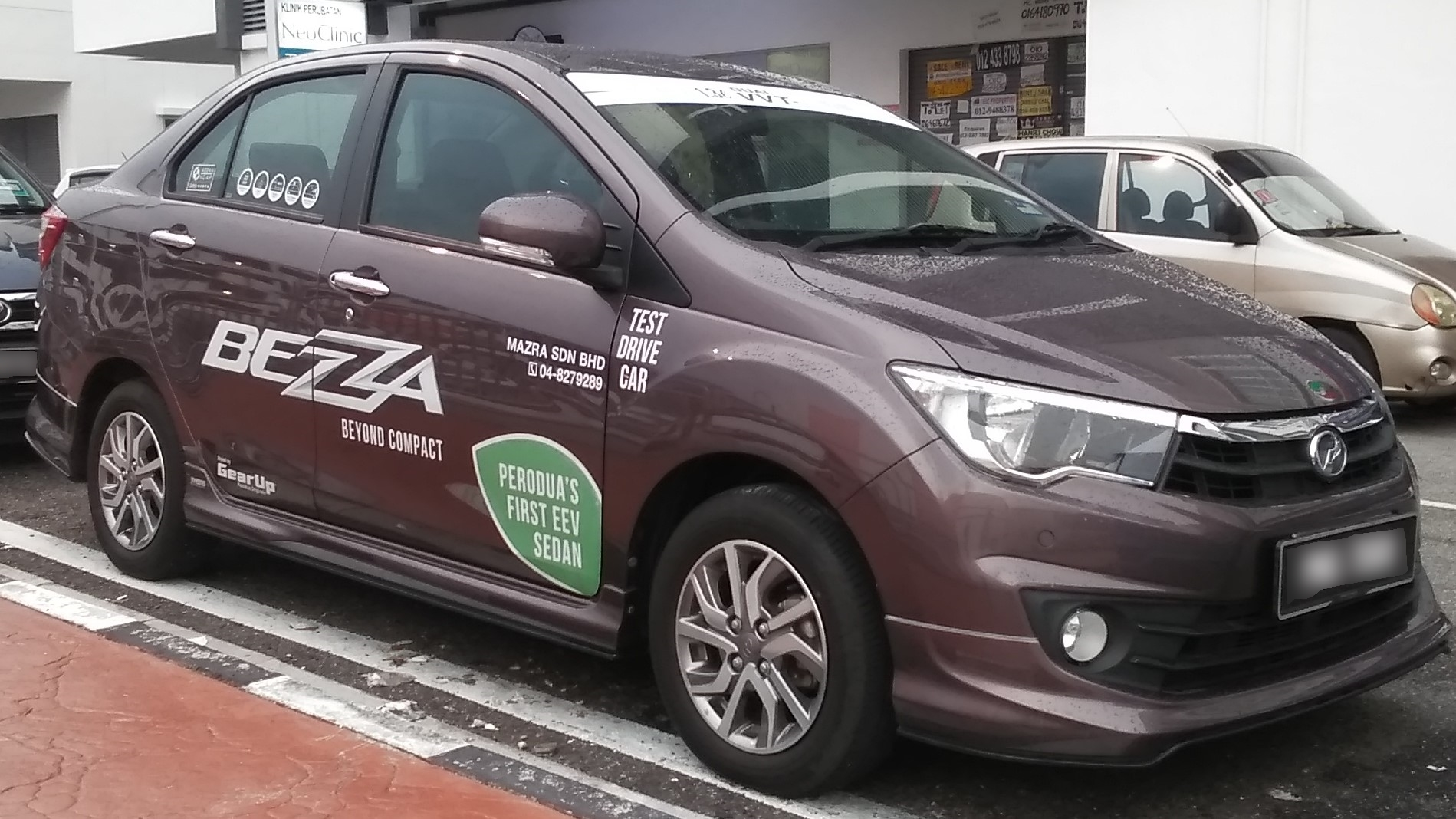
AV 1.3 Advance フロント
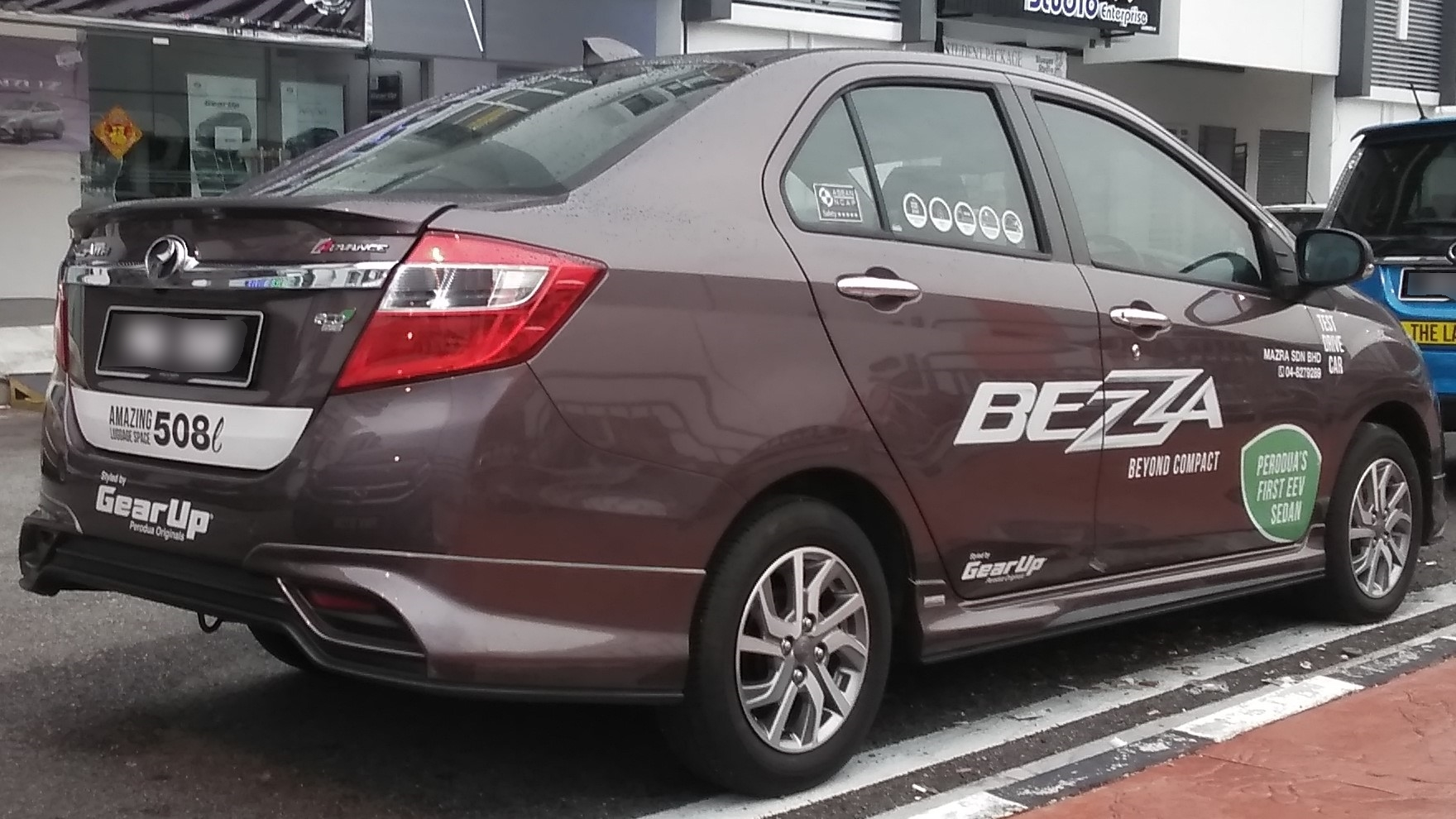
AV 1.3 Advance リア
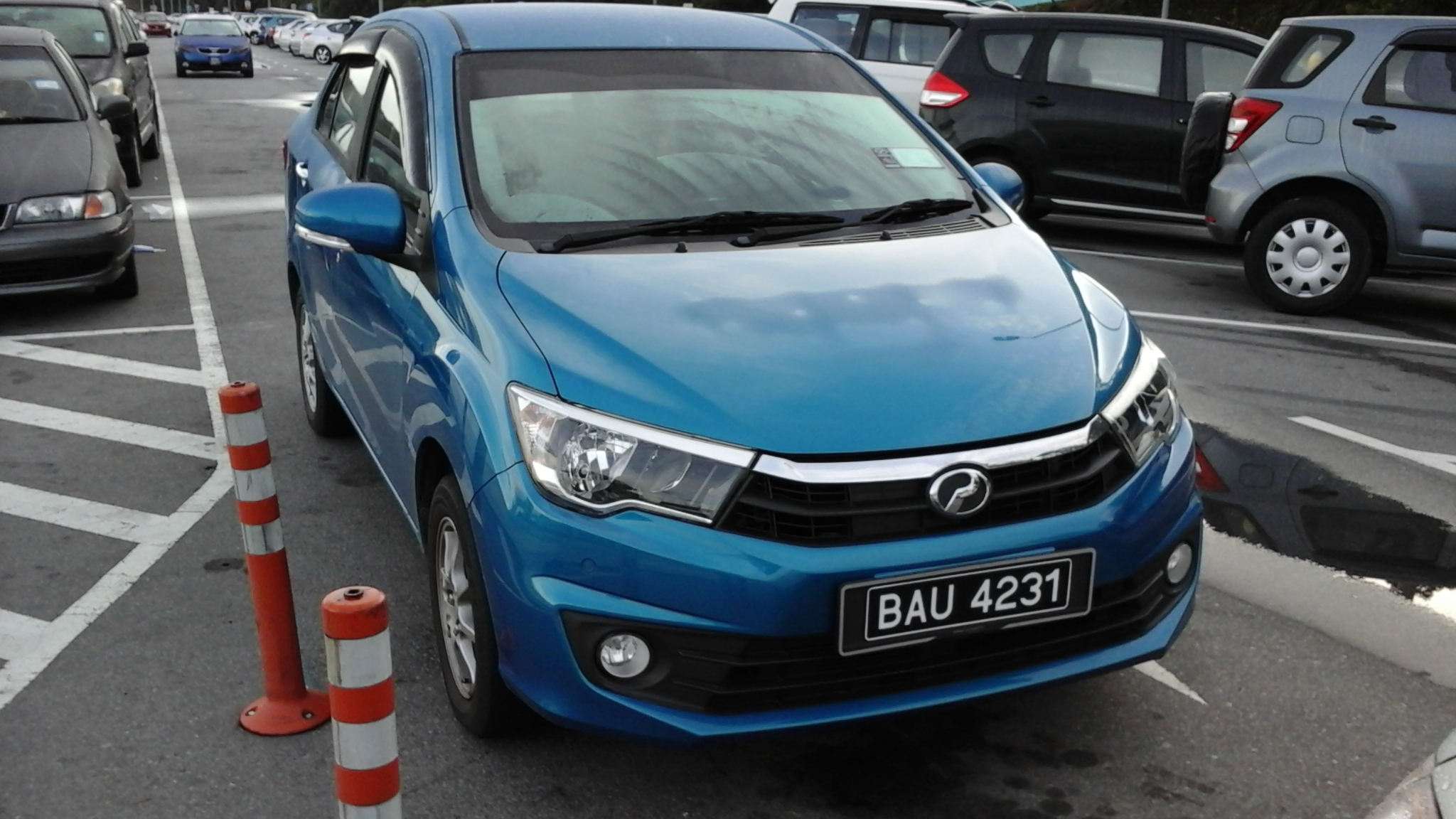
1.3 X Premium フロント
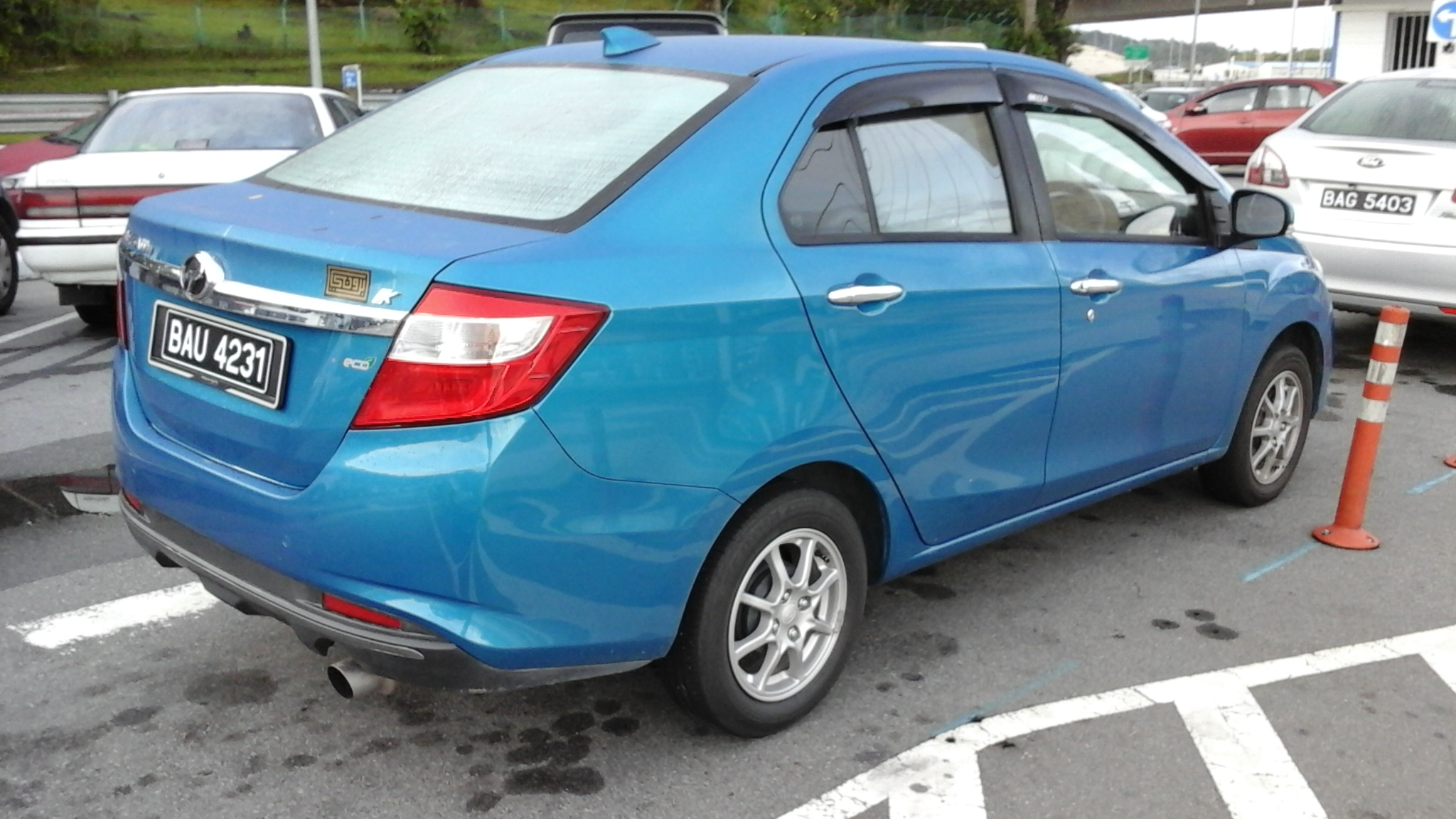
1.3 X Premium リア
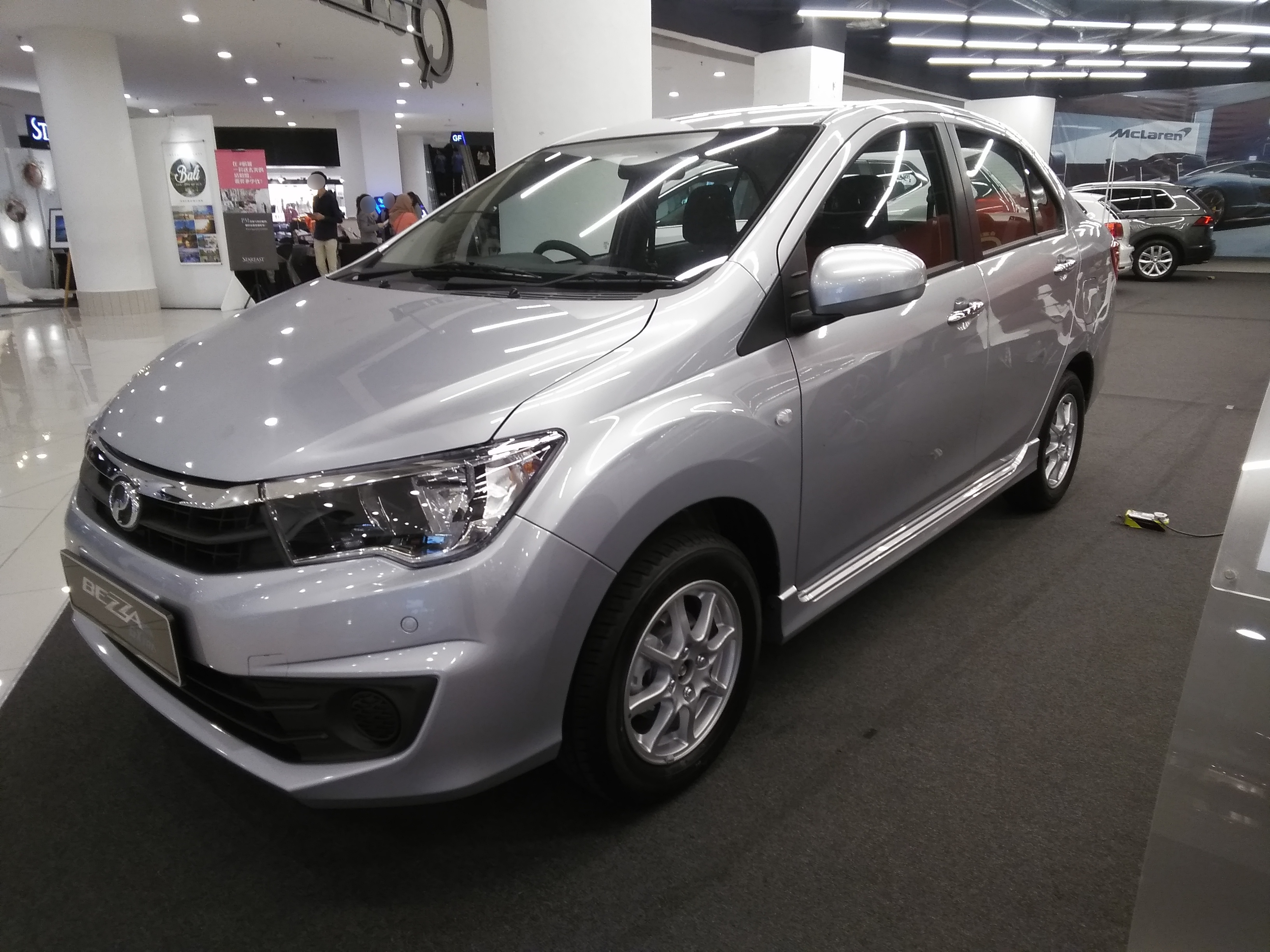
2019年販売型 1.0 GXtra フロント
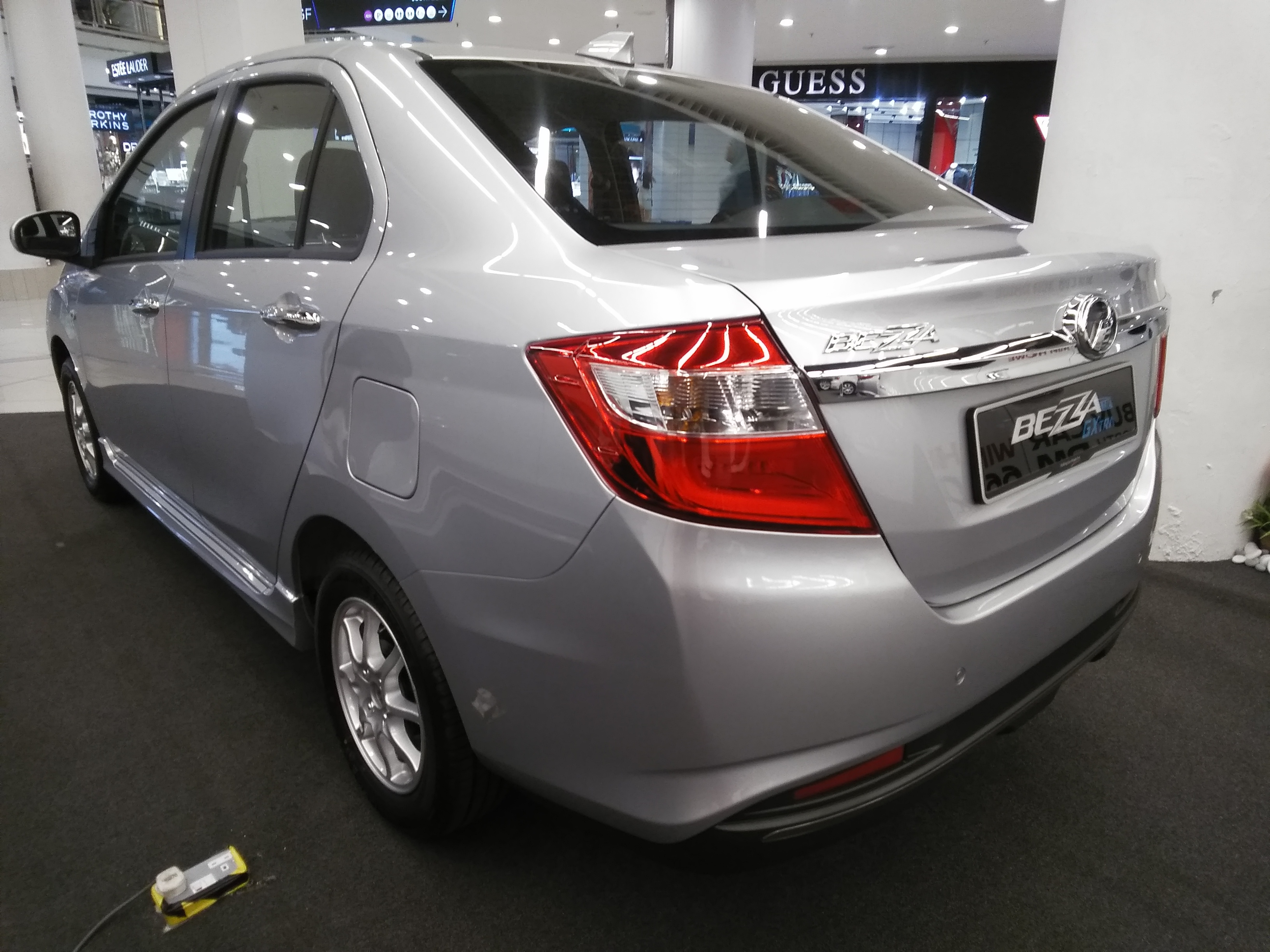
2019年販売型 1.0 GXtra リア
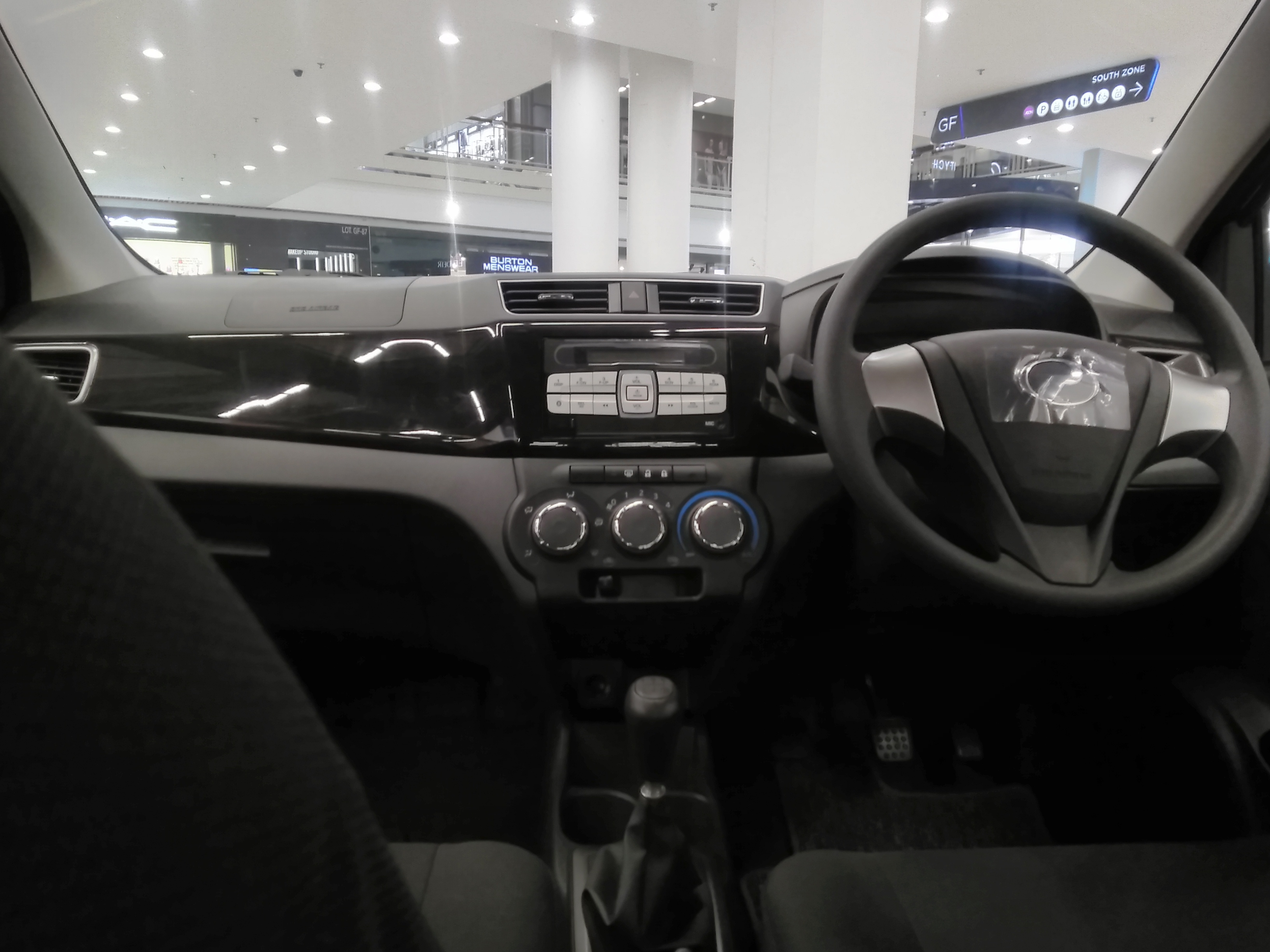
2019年販売型 1.0 GXtra インテリア
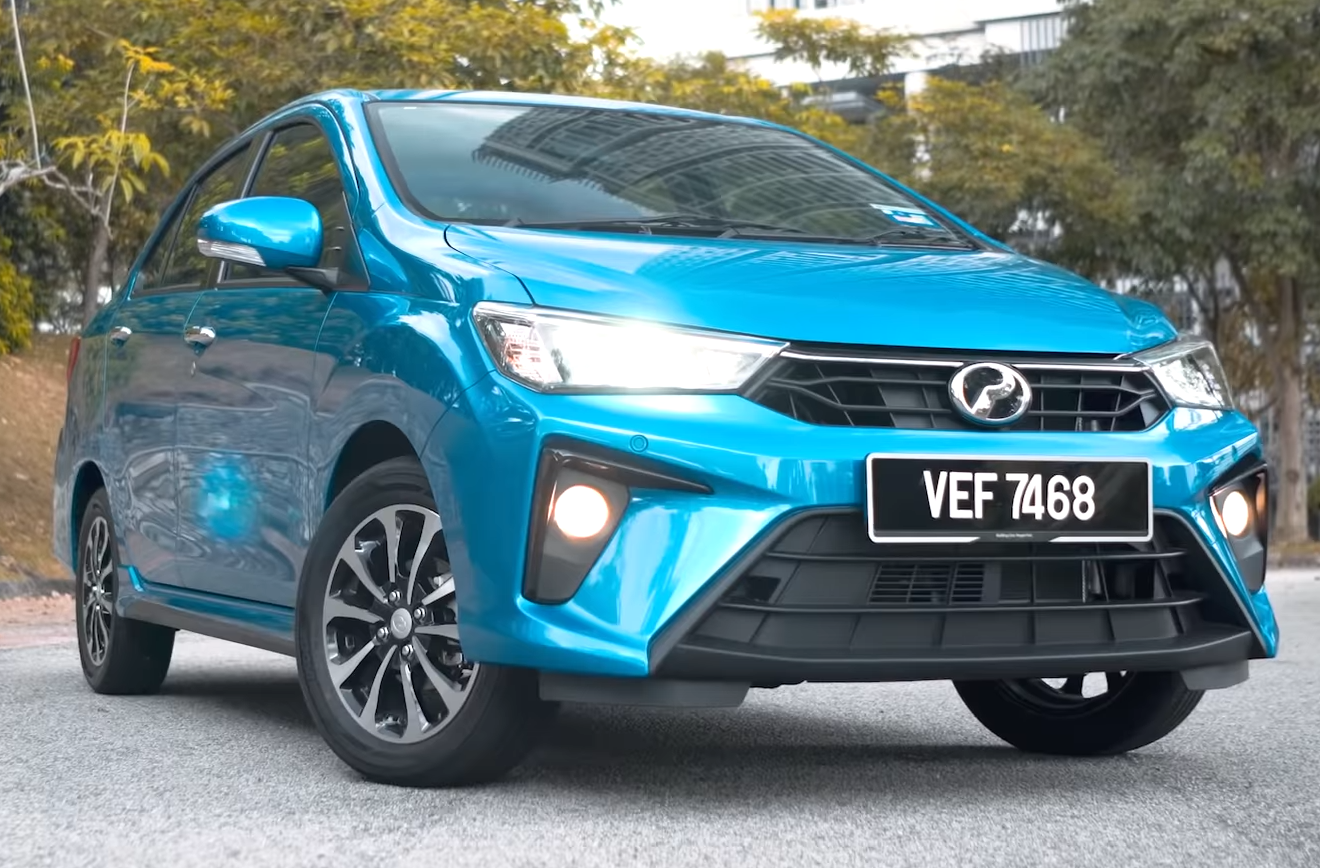
2020年販売型 フロント
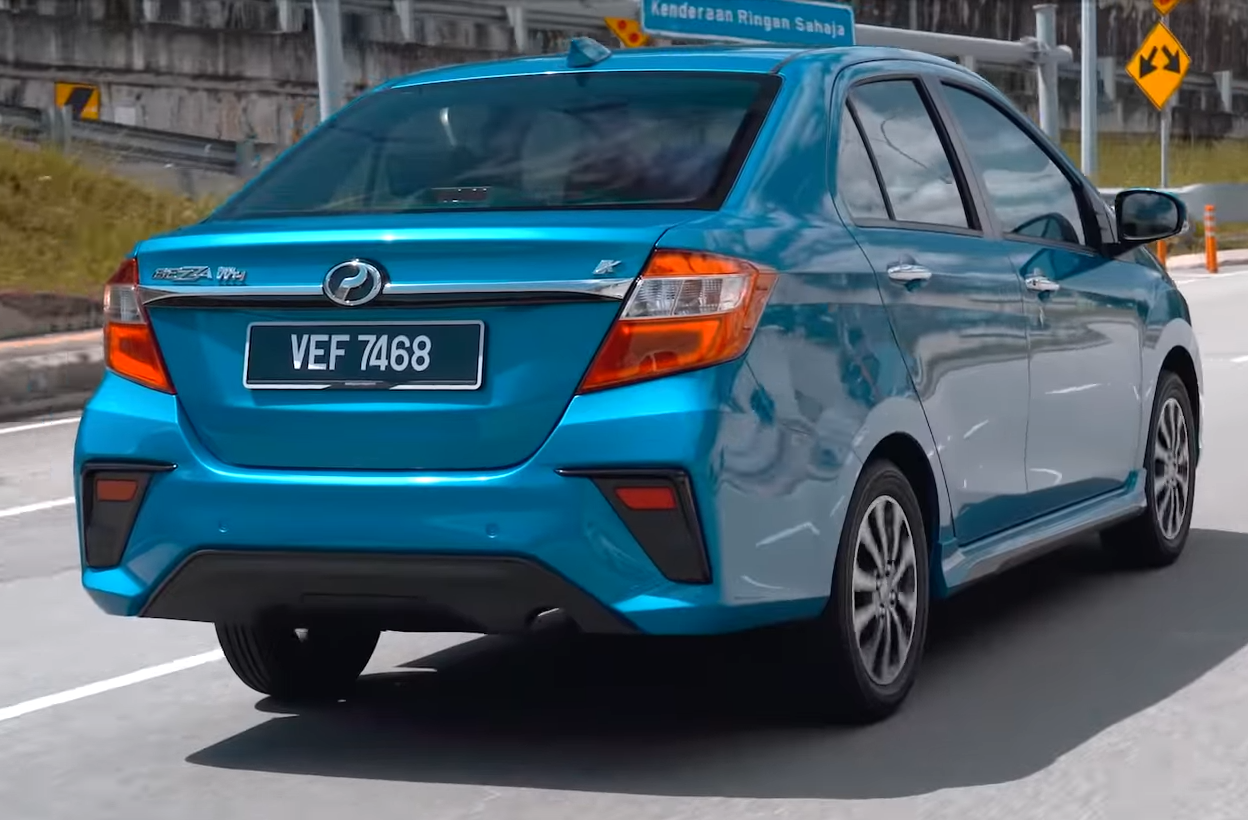
2020年販売型 リア
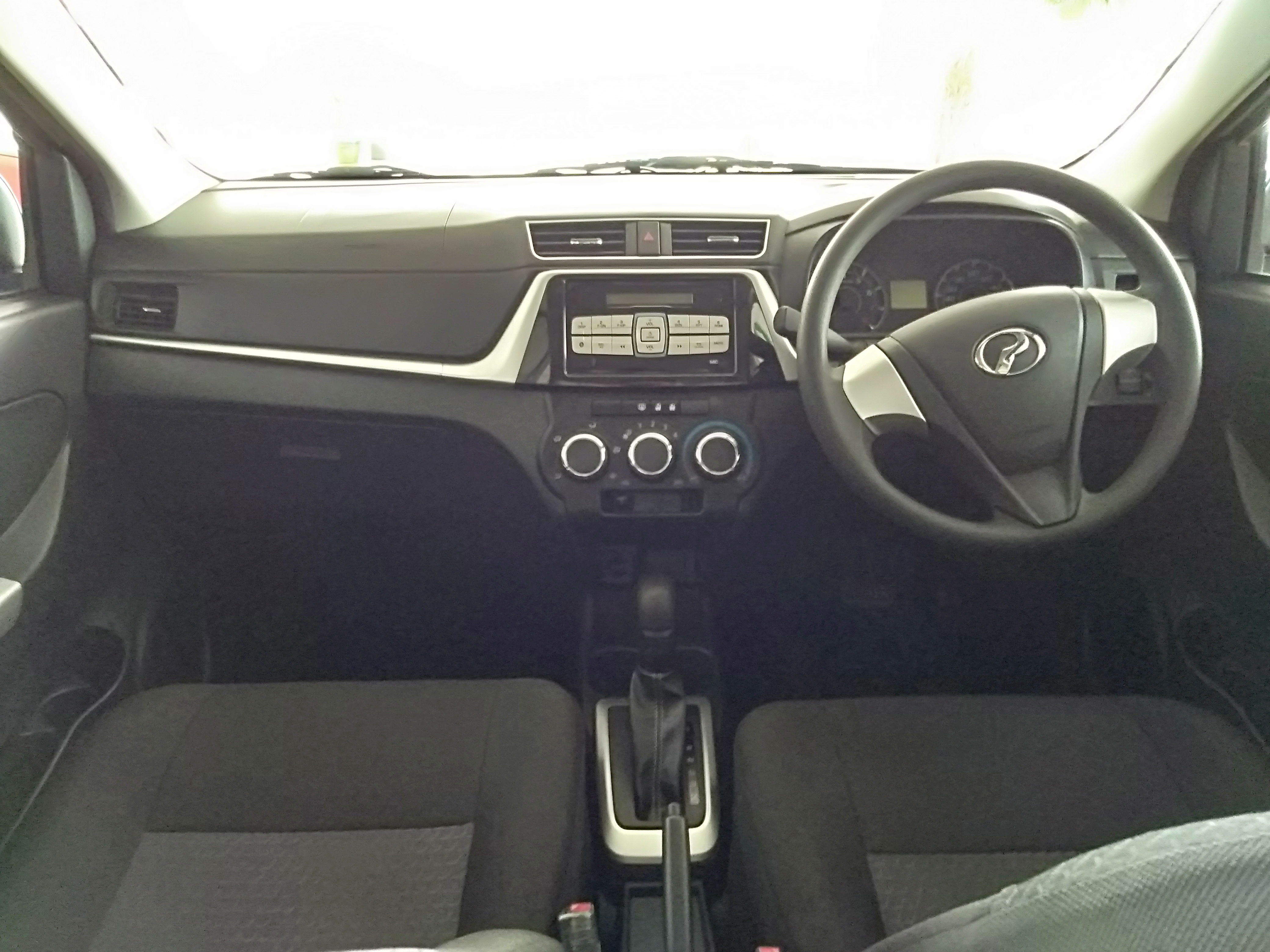
2021年販売型 インテリア

## 車名の由来
車名はマレー語で「異なる」を意味する「ベザ」（beza）に由来し、『これまでとは違う』という意味を持たせている。またBezza の”zz" は22を意味し、プロドゥアの成立22年目に作られたことを表している。